# Mach a Šebestová
Mach a Šebestová je český kreslený televizní seriál. Tvůrci jsou scenárista Miloš Macourek a malíř Adolf Born. Televizní seriál namluvil český herec Petr Nárožný a hudbu i titulní píseň "My jsme žáci třetí bé" složil Luboš Fišer. Animaci vedl Jaroslav Doubrava. Příběh vypráví o žácích 3.B základní školy Machovi a Šebestové, kteří za pomoc získají darem kouzelné utržené sluchátko, tento příběh, který je považován i za 1. díl první série byl už odvysílán a vyroben v roce 1976. První série třinácti dílů byla vyrobena v letech 1976-1983 a promítána po jednotlivých dílech v kinech v rámci dětských představení, v Československé televizi se prvních sedm dílů poprvé objevilo v roce 1982. Mach a Šebestová je jedním z nejpopulárnějších seriálů pro děti v cyklu Večerníček. Dostali také knižní podobu v mnoha knihách pro děti a zvukovou podobu v mnoha audionahrávkách. Kreslené postavy byly také adaptovány pro hraný film Mach, Šebestová a kouzelné sluchátko, který režíroval v roce 2001 Václav Vorlíček. V roce 2008 Divadlo Lampion Kladno uvedlo jevištní podobu seriálu.

## Příběh
Mach a Šebestová se dostávají do neobyčejných situací díky daru v podobě kouzelného utrženého sluchátka. To dostali za odměnu od starého pána, který v prvním dílu hledal ztracené brýle a protože mu děti pomohly, dal jim za odměnu utržené sluchátko. Sluchátko plní jejich přání, a tím se dostávají na rozličná místa a do různých dobrodružných i komických situací. V jejich dobrodružstvích je doprovází pes Jonatán a také se setkávají s paní Kadrnožkovou, které pes patří a která bydlí ve stejném činžovním domě. Dalšími postavami v příběhu jsou jejich spolužáci Horáček a Pažout, kteří se špatně učí a jsou nepolepšitelní darebáci. Každý díl seriálu začíná tím, že ráno při cestě do školy Mach sjede po zábradlí ke dveřím Šebestové, využije své levé ucho jako ukazatel změny směru jízdy, zazvoní na zvonek u dveří a schová se. Když Šebestová otevře, lekne se a zaječí. Nakonec odejdou spolu do školy.

## Postavy
- Mach – žák 3.B ZDŠ, chytrý a nápaditý, rád straší Šebestovou, má brýle a nemá křestní jméno
- Šebestová – žákyně 3.B ZDŠ, veselá a zvědavá, se smyslem pro spravedlnost, ráda se nechává strašit, rusovláska, která nosí mašli a nemá křestní jméno
- Utržené sluchátko – kouzelný telefonní přístroj (jakýsi fiktivní mobilní telefon), který splní každé přání
- Jonatán – pes paní Kadrnožkové, patrně zkřížený kokršpaněl s bearded kolií (vousatou kólií). Věrný psí kamarád, rád honí kočku Micku
- paní Kadrnožková, Marie – panička Jonatána a sousedka Macha a Šebestové, trošku při těle
- Soudružka učitelka – učitelka Macha a Šebestové, ráda má věci pod kontrolou, blondýna
- Horáček – spolužák a darebák, neučesaný, jeho spolupachatelem je Pažout
- Pažout, Cyril – spolužák a darebák, neučesaný, jeho spolupachatelem je Horáček
- Soudruh ředitel – ředitel školy Macha a Šebestové, elegantní a neustále se všemu diví
- pan Huml, František – neandrtálec, kterého Mach a Šebestová dovezli z pravěku a který se stal školníkem
- Kropáček, Josef – spolužák, kterému Mach a Šebestová vlezli do krku a vyléčili ho, je mu často špatně
- Piráti – ozbrojeni, většinou neoholení a jednoocí, třída Macha a Šebestové je přátelsky navštívila na jejich lodi
- Čermáková – spolužačka, kudrnatá
- Mimozemšťani Ťapťap – jiná odrůda života na druhé straně vesmíru, považují Macha a Šebestovou za myši
- Kamencovi – představitelé zbohatlíků a dočasní majitelé Jonatána, udělali si z něho otroka
- paní Vydrová – maminka, které Mach a Šebestová pohlídají Petříčka, dokáže mluvit o oktávu výš
- pan Krupička – soused Macha a Šebestové, cvičí na klarinet, s manželkou bonmotují každou situaci v domě
- pan Slepička – zvěrolékař, na zahradě má tucet želv

## Seznam seriálů a filmů

### Mach a Šebestová (1976–1983)
- O utrženém sluchátku[3]
- Školní výlet[4]
- Člověk neandrtálský[5]
- Kropáček má anginu[6]
- Zoologická zahrada[7]
- Přírodní zákony[8]
- Piráti[9]
- Vzorné chování[10]
- Policejní pes[11]
- Páni tvorstva[12]
- Oběť pro kamaráda[13]
- Jak Mach a Šebestová hlídali dítě[14]
- Ukradené sluchátko[15]

### Mach a Šebestová na prázdninách (1998–1999)
V seriálu jsou tyto epizody:
- Jak Mach a Šebestová jeli na prázdniny
- Jak Jonatán chytil blechu
- Jak Mach a Šebestová udělali z dědečka Tarzana
- Jak Mach a Šebestová prožili deštivé dopoledne
- Jak Mach a Šebestová udělali z malíře Kolouška žáka Leonarda da Vinci
- Jak Mach a Šebestová poslali lístek paní Kadrnožkové
- Jak Mach a Šebestová potrestali paní Tláskalovou
- Jak Mach a Šebestová zavinili zmizení Lukáše Tůmy
- Jak Mach a Šebestová splnili životní sen paní Janderové
- Jak Šebestovi přijeli za dcerou na víkend
- Jak Mach a Šebestová navštívili cirkus
- Jak se stal Jonatán hrdinou dne
- Jak se Mach a Šebestová vrátili z prázdnin

### Mach a Šebestová na cestách (2005)
Epizody seriálu:
- Jak Mach a Šebestová závodili s domorodým kouzelníkem
- Jak se Mach a Šebestová koupali v Amazonce
- Jak Mach a Šebestová navštívili severní pól
- Jak Mach a Šebestová zachraňovali v Paříži tetu Vilmu
- Jak se Mach a Šebestová potápěli u Havajských ostrovů
- Jak Mach a Šebestová zachránili v Benátkách Horáčka s Pažoutem
- Jak Mach a Šebestová hledali v Austrálii Jonatána
- Jak Mach a Šebestová navštívili s Jonatánem Hollywood

### Knihy
Podle katalogu NKC Národní knihovny:
- Mach a Šebestová na prázdninách (Albatros, Praha 1993, 1999, 2002, 2008)
- Mach a Šebestová v historii (Albatros, Praha 2002, 2009)
- Mach a Šebestová na cestách (Albatros, Praha 2000, 2004)
- Mach a Šebestová ve škole (Albatros, Praha 1997, 2000, 2003, 2011)
- Mach a Šebestová za školou (Albatros, Praha 1998, 2001, 2004)
- Mach, Šebestová a kouzelné sluchátko (Albatros, Praha rok vydání: 2001)
- Mach a Šebestová : Pro děti od 6 let (Albatros, Praha 1982, 1984, 1989)
- Mach a Šebestová (Mladá léta, Bratislava 1985, 1988)

### Audionahrávky
- Mach a Šebestová Nejlepší dobrodružství (Suphraphon 2006)[19]
- Mach a Šebestová na cestách (Suphraphon 2000)[20]
- Mach a Šebestová na prázdninách (Suphraphon 1996)[21]
- Mach, Šebestová a kouzelné sluchátko (Suphraphon 2002)[22]
- Mach a Šebestová v historii (Suphraphon 2002)[23]